# Consejo Cultural Mundial
El Consejo Cultural Mundial es una organización internacional cuyo objetivo es el de promover valores culturales, buena voluntad y filantropía entre los individuos. La organización fundada en 1981 y basada en México, realiza una ceremonia de premiación anual desde el año 1984 que otorga el Premio Mundial de Ciencias Albert Einstein, el Premio Mundial de Educación José Vasconcelos, y el Premio Mundial de Artes Leonardo da Vinci a científicos, educadores y artistas excepcionales, quienes han contribuido positivamente al enriquecimiento cultural de la humanidad. Los miembros del Consejo incluyen a varios ganadores del Premio Nobel.

## Miembros Fundadores
Los miembros fundadores del Consejo Cultural Mundial lo forman 124 distinguidas personalidades en las áreas de arte, biología, química, física, medicina, psicología, neurociencia, astronomía, oceanografía, astrofísica, antropología, y zoología, entre otras. Algunos de estos miembros han recibido reconocimientos por sus logros excepcionales, incluyendo el Premio Nobel, la Medalla Nacional de Ciencias, la Medalla Copley, la Medalla Real, la Medalla Albert Einstein, el Premio Albert Lasker, y el Premio Enrico Fermi. Algunos de los fundadores son también Miembros de la Royal Society, miembros de la American Physical Society, y la Real Academia de las Ciencias de Suecia.
Christian B. Anfinsen

Werner Arber

James Baddiley

M. Balasegaram

Frank Barnaby

Christiaan Barnard

Colin Blakemore

Aage N. Bohr

Norman Borlaug

Harold G. Callan

André Frédéric Cournand

William J. Darby

Eduardo de Robertis

Cornelis de Jager

Guy Blaudin de Thé

Jean-François Denisse

Venancio Deulofeu

Frank J. Dixon

Richard S. Doll

Audouin Dollfus

Jacques-Émile Dubois

Gerald Durrell

Francisco J. Dy

John C. Eccles

Paul Ehrlich

Manfred Eigen

Mohammed El Fasi

Ernest L. Eliel

Kenneth O. Emergy

José Rafael Estrada

Hans J. Eysenck

Don W. Fawcett

David J. Finney

Val L. Fitch

Carl G. Gahmberg

Alfred D. Hershey

Gerhard Herzberg

David H. Hubel

Osmo H. Järvi

Reginald V. Jones

Adrian Kantrowitz

Nathan O. Kaplan

Leo A. Kaprio

Vasso Karageorghis

Peter E. Kent

Donald W. Kerst

Seymour S. Kety

Prem N. Kirpal

Georges B. Koelle

Walther Manshard

Georges Mathé

William D. McElroy

Henry McIlwain

John McMichael

Jerrold Meinwald

Harry Melville

Desmond J. Morris

Giuseppe Moruzzi

Nevill Mott

Vernon B. Mountcastle

Robert S. Mulliken

Walter H. Munk

Ilie G. Murgulescu

Jayant V. Narlikar

Louis E. F. Néel

Yuval Ne'eman

Bernhard H. Neumann

William A. Nierenberg

Marshall W. Nirenberg

George E. Palade

Arthur B. Pardee

David Phillips

Jacques Piccard

Jens J. Pindborg

Comlan A. A. Quenum

Hermann Rahn

G. N. Ramachandran

Gunnar Randers

Chintamani N. R. Rao

Rex Richards

Jean Rösch

Abraham J. A. Roux

Stanley K. Runcorn

Donald H. Sadler

Hakim Mohammed Saidem

Nobufusa Saito

Abdus Salam

Stuart J. Saunders

Menahem M. Schiffer

William G. Schneider

Glenn T. Seaborg

Ernest R. Sears

Frederick Seitz

Leonard T. Skeggs

Stefan Ślopek

George J. Smets

George D. Snell

Leonard Sosnowky

Roger W. Sperry

Lyman Spitzer

Frederick Stewart

Heikki Suomalainen

Pol Swings

Charles Tanford

Henry Taube

John M. Tedder

Edward Teller

Howard Temin

Harold Thompson

Peter C. Thonemann

Phillip V. Tobias

Alexander R. Todd

Jan Peter Toennies

Andrzej Trautman

Jean L. F. Tricart

Ioan Ursu

Constantin Vago

Eugene van Tamelen

Ulf S. von Euler

Alan Walsh

William J. Whelan

Karel F. Wiesner

Rosalyn S. Yalow

John Z. Young

## Ceremonias de Premiación
| Año  | Ganadores de Premios                                        | Anfitrión de la Ceremonia                                         | Lugar de la Ceremonia                                                                    | País Anfitrión de la Ceremonia | Fecha de la Ceremonia      | Ref.                                             |
| ---- | ----------------------------------------------------------- | ----------------------------------------------------------------- | ---------------------------------------------------------------------------------------- | ------------------------------ | -------------------------- | ------------------------------------------------ |
| 2025 | Mercouri G. Kanatzidis                                      | CCM                                                               | Auditorio de Museo MARCO, Monterrey                                                      | México                         | 22 de octubre de 2025      | [ 2 ] [ 3 ]                                      |
| 2024 | Eske Willerslev, Cónal Creedon                              | Universidad McGill                                                | Universidad McGill, Montreal                                                             | Canadá                         | 23 de octubre de 2024      | [ 4 ] [ 5 ]                                      |
| 2023 | Christoph Gerber, Larry V. Hedges                           | Universidad de Helsinki                                           | Universidad de Helsinki, Helsinki                                                        | Finlandia                      | 2-3 de noviembre de 2023   | [ 6 ] [ 7 ]                                      |
| 2022 | J. Meejin Joon, Claudia Mitchell, Victoria M. Kaspi         | Universidad de Coimbra                                            | Universidad de Coimbra, Coimbra                                                          | Portugal                       | 29-30 de noviembre de 2022 | [ 8 ] [ 9 ]                                      |
| 2019 | Zhong Lin Wang, Paulo Branco                                | Universidad de Tsukuba                                            | Universidad de Tsukuba, Tsukuba                                                          | Japón                          | 4 de octubre de 2019       | [ 10 ] [ 11 ]                                    |
| 2018 | Jean-Pierre Changeux, Malik Mâaza                           | Universidad de la ciudad de Hong Kong                             | Universidad de la ciudad de Hong Kong, Hong Kong                                         | China                          | 8 de noviembre de 2018     | [ 12 ]                                           |
| 2017 | Omar M. Yaghi, Russell Hartenberger                         | Universidad de Leiden                                             | Iglesia de San Pedro, Leiden                                                             | Países Bajos                   | 8 de noviembre de 2017     | [ 13 ] [ 14 ]                                    |
| 2016 | Edward Witten, Kalevi Ekman                                 | Universidad Técnica de Riga                                       | Biblioteca Nacional de Letonia, Riga                                                     | Letonia                        | 14 de octubre de 2016      | [ 15 ] [ 16 ]                                    |
| 2015 | Ewine van Dishoeck, Milton Masciadri                        | Universidad de Dundee                                             | Caird Hall, Dundee, Escocia                                                              | Reino Unido                    | 19 de noviembre de 2015    | [ 17 ]                                           |
| 2014 | Philip Cohen, Federico Rosei                                | Universidad Aalto                                                 | Otakaari 1, Universidad Aalto, Espoo                                                     | Finlandia                      | 17 de noviembre de 2014    | [ 18 ]                                           |
| 2013 | Paul Nurse, Petteri Nisunen, Tommi Grönlund                 | Universidad Tecnológica de Nanyang                                | Nanyang Auditorium, Universidad Tecnológica de Nanyang, Singapur                         | Singapur                       | 2 de octubre de 2013       | [ 19 ] [ 20 ] [ 21 ] [ 22 ] [ 23 ] [ 24 ]        |
| 2012 | Michael Grätzel, Hans Ulrich Gumbrecht                      | Universidad de Aarhus                                             | Sala Principal, Universidad de Aarhus, Aarhus                                            | Dinamarca                      | 18 de abril de 2012        | [ 25 ] [ 26 ] [ 27 ] [ 28 ] [ 29 ] [ 30 ] [ 31 ] |
| 2011 | Geoffrey Alan Ozin, Todd Siler                              | Universidad de Tartu                                              | Assembly Hall, Universidad de Tartu, Tartu                                               | Estonia                        | 10 de noviembre de 2011    | [ 32 ] [ 33 ] [ 34 ]                             |
| 2010 | Julio Montaner, Christian Azar                              | Universidad Autónoma del Estado de México                         | Aula Magna Adolfo López Mateos, UAEM, Toluca                                             | México                         | 8 de diciembre de 2010     | [ 35 ] [ 36 ] [ 37 ] [ 38 ] [ 39 ]               |
| 2009 | John T. Houghton, Marcell Jankovics                         | Universidad de Lieja                                              | Salle Académique, Universidad de Lieja, Lieja                                            | Bélgica                        | 25 de noviembre de 2009    | [ 40 ] [ 41 ] [ 42 ] [ 43 ] [ 44 ]               |
| 2008 | Ada Yonath, William G. Bowen                                | Universidad de Princeton                                          | Richardson Auditorium, Alexander Hall, Universidad de Princeton, Princeton, Nueva Jersey | Estados Unidos                 | 11 de noviembre de 2008    | [ 45 ] [ 46 ] [ 47 ]                             |
| 2007 | Fraser Stoddart, Anne Moeglin-Delcroix                      | Universidad Autónoma de Nuevo León                                | Teatro Universitario, Campus Mederos, Monterrey                                          | México                         | 24 de noviembre de 2007    | [ 48 ] [ 49 ] [ 50 ] [ 51 ]                      |
| 2006 | Ahmed Zewail, Marlene Scardamalia                           | Instituto Politécnico Nacional                                    | Sala Manuel M. Ponce, Palacio de Bellas Artes, Ciudad de México                          | México                         | 28 de octubre de 2006      | [ 52 ] [ 53 ] [ 54 ] [ 55 ]                      |
| 2005 | John Hopfield, Enrique Norten                               | Universidad Autónoma Agraria Antonio Narro                        | Teatro de la Ciudad Fernando Soler, Saltillo                                             | México                         | 12 de noviembre de 2005    | [ 56 ] [ 57 ]                                    |
| 2004 | Ralph J. Cicerone, David Attenborough                       | Universidad de Lieja                                              | Amphithéâtres de l’Europe, Universidad de Lieja, Lieja                                   | Bélgica                        | 8 de noviembre de 2004     | [ 58 ] [ 59 ] [ 60 ]                             |
| 2003 | Martin Rees, Otto Piene                                     | Universidad de Helsinki, Sociedad Finlandesa de Ciencias y Letras | Biblioteca Nacional de Finlandia, Universidad de Helsinki, Helsinki                      | Finlandia                      | 17 de noviembre de 2003    | [ 61 ] [ 62 ] [ 63 ]                             |
| 2002 | Daniel H. Janzen, Jeannie Oakes                             | Trinity College, Dublin                                           | Examination Hall, Trinity College, Dublin, Dublín                                        | Irlanda                        | 14 de noviembre de 2002    | [ 64 ] [ 65 ]                                    |
| 2001 | Niels Birbaumer, Edna Hibel                                 | Universidad de Utrecht                                            | Academiegebouw, Utrecht                                                                  | Holanda                        | 21 de noviembre de 2001    | [ 66 ]                                           |
| 2000 | Frank Fenner, Zafra M. Lerman                               | Universidad de Witwatersrand                                      | Great Hall, Universidad de Witwatersrand, Johannesburgo                                  | Sudáfrica                      | 1 de noviembre de 2000     | [ 67 ]                                           |
| 1999 | Robert Weinberg, Magdalena Abakanowicz                      | Universidad Noruega de Ciencia y Tecnología                       | Edificio Principal, Universidad Noruega de Ciencia y Tecnología, Trondheim               | Noruega                        | 11 de noviembre de 1999    | [ 68 ] [ 69 ]                                    |
| 1998 | Charles R. Goldman, Robert Yager                            | Universidad Victoria en Wellington                                | Edificio Hunter, Wellington                                                              | Nueva Zelanda                  | 19 de noviembre de 1998    | [ 70 ] [ 71 ]                                    |
| 1997 | Jean-Marie Ghuysen                                          | Universidad de Chulalongkorn                                      | Auditorio Principal, Universidad de Chulalongkorn, Bangkok                               | Tailandia                      | 12 de noviembre de 1997    | [ 72 ] [ 73 ]                                    |
| 1996 | Alec Jeffreys, Roger Gaudry                                 | University of Oxford                                              | Voltaire Room, Taylor Institution, Oxford                                                | Reino Unido                    | 23 de noviembre de 1996    | [ 74 ]                                           |
| 1995 | Herbert H. Jasper, Robert Rauschenberg                      | INBA, CONACULTA                                                   | Palacio de Bellas Artes, Ciudad de México                                                | México                         | 16 de diciembre de 1995    | [ 75 ]                                           |
| 1994 | Sherwood Rowland, Joseph O´Halloran                         | CODATA, ICSU, UNESCO                                              | Le Manège Convention Center, Chambéry                                                    | Francia                        | 19 de septiembre de 1994   | [ 76 ] [ 77 ]                                    |
| 1993 | Ali Javan                                                   | Presidencia de la República                                       | Palacio de Bellas Artes, Ciudad de México                                                | México                         | 19 de diciembre de 1993    | [ 78 ]                                           |
| 1992 | Raymond U. Lemieux, Elliot Eisner                           | Consejo Nacional de Investigación de Canadá                       | Edificio Lester B. Pearson, Ottawa                                                       | Canadá                         | 27 de noviembre de 1992    | [ 79 ]                                           |
| 1991 | Albrecht Fleckenstein                                       | Australian National University                                    | Chancellor's Building, ANU, Canberra                                                     | Australia                      | 14 de noviembre de 1991    | [ 80 ]                                           |
| 1990 | Gustav Nossal, Lev Shevrin                                  | Eidgenössische Technische Hochschule Zürich                       | Cupola Room, ETH Zürich, Zürich                                                          | Suiza                          | 22 de noviembre de 1990    | [ 81 ]                                           |
| 1989 | Martin Kamen, Athens Acropolis Preservation Group of Greece | Massachusetts Institute of Technology                             | Edgerton Hall, MIT, Cambridge                                                            | Estados Unidos                 | 8 de noviembre de 1989     | [ 82 ]                                           |
| 1988 | Margaret Burbidge, Gilbert De Landsheere                    | Instituto Politécnico Nacional                                    | Palacio de Bellas Artes, Ciudad de México                                                | México                         | 19 de noviembre de 1988    | [ 83 ] [ 84 ]                                    |
| 1987 | Hugh Huxley                                                 | Universidad de Heidelberg                                         | Alte Aula, Universidad de Heidelberg, Heidelberg                                         | Alemania                       | 26 de noviembre de 1987    | [ 85 ]                                           |
| 1986 | Monkombu Sambasivan Swaminathan                             | Universidad de Guadalajara                                        | Teatro Degollado, Guadalajara                                                            | México                         | 6 de noviembre de 1986     | [ 86 ]                                           |
| 1985 | Werner Stumm, Dolores Hernández                             | Instituto Real de Tecnología                                      | Kollegiesalen, Estocolmo                                                                 | Suecia                         | 21 de noviembre de 1985    | [ 87 ]                                           |
| 1984 | Ricardo Bressani                                            | Consejo Cultural Mundial                                          | Auditorio San Pedro, San Pedro Garza García                                              | México                         | 29 de noviembre de 1984    | [ 88 ]                                           |

### Reconocimientos Especiales
Comenzando en 2003, el Consejo Cultural Mundial ofrece Reconocimientos Especiales a investigators expertos en conexión con el anfitrión de la ceremonia de entrega de premios.
| Año  | Reconocimientos |
| ---- | --- |
| 2017 | Nadine Akkerman, Ann Brysbaert, Marike Knoef, Marianne Maeckelbergh, Victoria Nyst, Sarah De Rijcke, Alicia Schrikker, Martina Vijver, Inge van der Weijden |
| 2016 | Elina Gaile-Sarkane, Janis Grundspenkis, Talis Juhna, Kaspars Kalnins, Janis Krastins, Oskars Krievs, Guntis Kuļikovskis, Igors Tipans, Maris Turks |
| 2015 | Catherine Heymans, Sara Brown, Sara Robertson, Sarah Coulthurst, Lisa DeBruine, Sinéad Rhodes |
| 2014 | Camilla Hollanti, Katri Kauppi, Mauri Kostiainen, Matti Kuttinen, Jani Romanoff, Hele Savin |
| 2013 | Medalla al Mérito en Educación:Bertil Andersson. Ciencias: Juliana Chan, David Lou Xiong Wen, Wang Qijie, Zhang Hua. Educación: Jasmine Sim Boon Yee |
| 2012 | Medalla al Mérito en Educación: Lauritz Holm-Nielsen. Ciencias: Anders Baun, Trine Bilde, Peter Brodersen, Johan P. U. Fynbo, Anja Groth, Jakob Søndergaard Jensen, Lars Bojer Madsen, Jesper Buus Nielsen                                                         |
| 2011 | Medalla al Mérito en Educación: Alar Karis. Reconocimientos: Toomas Asser, Jaan Einasto, Kalle Kasemaa, Peeter Saari, Rein Taagepera, Jüri Talvet, Vaike Uibopuu, Urmas Varblane, Richard Villems                                                                  |
| 2010 | |
| 2009 | Medalla al Mérito en Educación: Bernard Rentier. Ciencias: Jean-Marie Baland, Christophe Caucheteur, Jérôme Cornil, Vinciane Despret, Luc Henrard, Steven Laureys. Arte: Mady Andrien, Patrick Davin, Jacques Delcuvellerie, Karel Logist, Jean-Philippe Toussaint |
| 2008 | Ciencias: Ignacio Rodríguez-Iturbe, Bonnie Bassler. Educación: Douglas Massey, Cornel West. |
| 2007 | Ciencias: Germán Cisneros, María del Socorro Flores, Carlos Guerrero, Mario César Salinas, Óscar Torres. Arte: Alejandro Gómez, Adolfo Narváez, Alfonso Rangel, Ana Silvia Rodríguez, José Javier Villarreal                                                       |
| 2006 | Ciencias: René Drucker Colin, Octavio Paredes López, Gerardo Silverio Contreras |
| 2005 | Ciencias: Atocha Aliseda Llera (UNAM), Pavel Castro Villarreal (UNAM), Miguel Mellado Bosque (UAAAN). Arte: Elsa Cross, Felipe Garrido, Pilar Rioja. |
| 2004 | Ciencias: André Berger, Guy Brasseur, Arsène Burny, Jacques Pasteels, Marc Van Montagu. Education: Jean-Marie De Ketele, Hadelin Hainaut, Dieudonné Leclercq, Lieven Verschaeffel                                                                                  |
| 2003 | Ciencias: Sören Illiman, Markku Kulmala, Antti Vaheri. Arts: Eija-Liisa Ahtila, Hannu Kähönen, Yrjö Kukkapuro, Vuokko Eskolin-Nurmesniemi, Nina Roos, Henry Wuorila-Stenberg                                                                                       |